# Komitativ
Komitativ (z latinského comitatus 'doprovod', zkratka KOM) je příslovečný pád, který vyjadřuje společenství, skutečnost svazku, existenci doprovodu, užití nástroje apod. Do češtiny se překládá předložkovou vazbou se „s“. Jménem komitativ se označují různé pády ve finštině, maďarštině, estonštině, japonštině a v mnoha austrálských jazycích.
Ve finštině se komitativ tvoří pomocí sufixu plurálu -i-, koncovkou -ne a v případě podstatného jména navíc i posesivním sufixem. Funkčně odpovídá vazbě s postpozicí kanssa (s, se) nebo spojkou ja ('a'), tj. vazbám v dnešní mluvené finštině běžnějším.
Hän tuli perhe·i·ne·en. – Přišel s rodinou.
Hän tuli perheen kanssa. – Přišel s rodinou.